# Rovenka (Kursk)
|  | Per a altres significats, vegeu «Rovenka». |

Rovenka (en rus: Ровенка) és un poble de l'óblast de Kursk, a Rússia, que en el cens del 2010 tenia 57 habitants. Pertany al districte rural de Gorxétxnoie.